# Хереміас Ледесма
Хереміас Конан Ледесма (ісп. Jeremías Conan Ledesma, нар. 13 лютого 1993, Пергаміно, Аргентина) — аргентинський футболіст, воротар іспанського «Кадіса».

## Ігрова кар'єра

### Клубна
Хереміас Ледесма починав займатися футболом у своєму рідному місті Пергаміно. Пізніше він перейшов до футбольної школи клубу «Росаріо Сентраль», де починаючи з 2013 року почав залучатися до матчів першої команди. Але повноцінний дебют воротаря в основі відбувся лише у квітні 2017 року у матчі на Кубок Аргентини. Ще через півроку Ледесма зіграв перший матч у чемпіонаті Аргентини.
Влітку 2020 року Ледесма відправився в Європу, де на умовах оренди на сезон приєднався до іспанського «Кадіса». Через рік андалусійський клуб викупив контракт воротаря і був підписаний договір терміном до 2025 року.

### Збірна
У жовтні 2020 року тренер національної збірної Аргентини Ліонель Скалоні викликав Ледесму до лав збірної. Але на поле того разу воротар так і не вийшов.
У 2021 році Ледесма у складі олімпійської збірної Аргентини узяв участь у літніх Олімпійських Іграх у Токіо, де зіграв три поєдинки.

## Титули
Росаріо Сентраль
- Переможець Прімери В НАсьональ: 2012/13

 Переможець Кубка Аргентини: 2017/18